# Kuchipudi

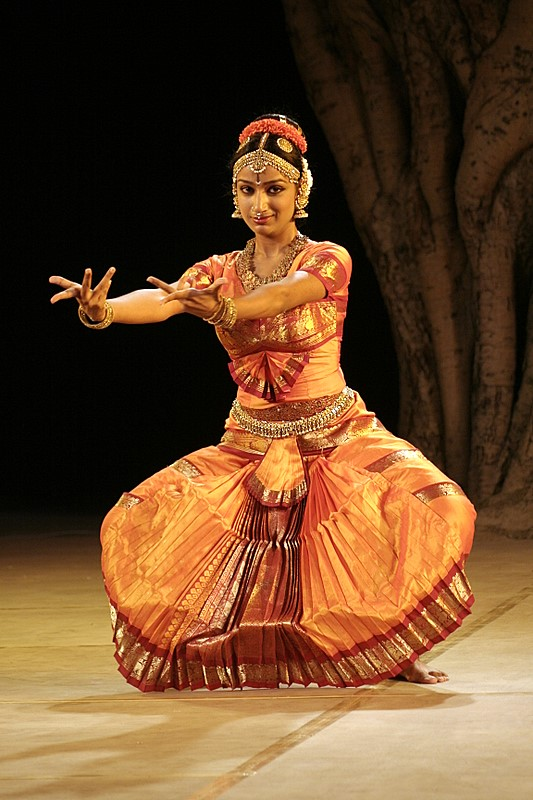
Kuchipudi

Kuchipudi (Telugu: కూచిపూడి) ist eine klassische indische Tanzform aus dem südindischen Bundesstaat Andhra Pradesh. Kuchipudi ist auch der Name eines kleinen Dorfes im Taluk Divi des Distrikts Krishna. Ansässige Brahmanen praktizierten den Tanz und der Ort bekam daher seinen Namen.

## Geschichte
Siddhendra Yogi gilt als der erste Lehrer, der die heutige Form dieses Tanzdramas vermittelt hat. Eine seiner bekannten Schöpfungen heißt Bhamakalapam. Er lehrte diese Tanzkunst auch Jungen der Brahmanenkaste, obgleich sie heutzutage von Frauen dominiert wird.
Bekannte Vertreter des Kuchipudi sind Vempati Chinna Satyam, Vedantam Lakshminarayana, Tadepalli Perayya, Chinta Krishna Murthy, Vedantam Sathya Narayana Sarma, Pasumarthi Venu Gopala Krishna Sarma, Mrinalini Sadananda, Nilimma Devi, Anuradha Nehru und Sarala Kumari Ghanta. 
In Chennai, Tamil Nadu wird der Tanz in der Kuchipudi Arts Academy gelehrt.

## Beschreibung
Eine Aufführung beginnt gewöhnlich mit der Vorstellung der Charaktere. Die Tänzer kommen dabei einzeln auf die Bühne und stellen ihre Rolle mit einer kleinen Komposition aus Lied und Tanz (daru) vor. Danach beginnt die eigentliche Vorstellung. Kuchipudi wird vom Gesang typisch südindischer, sog. Karnatischer Musik, begleitet. Für die Musik kommen südindische Instrumente wie Mridangam (Perkussion), Flöte und Tambura (Saiteninstrument, das gezupft wird) zum Einsatz.